# Ardoncino
Ardoncino es una localidad del municipio de Chozas de Abajo, en la provincia de León, Comunidad Autónoma de Castilla y León (España).

## Situación
Se encuentra en la carretera autonómica CL-622.
Limita con las siguientes localidades:
- Al SE con Banuncias
- Al O con Mozóndiga y Villar de Mazarife
- Al NO con Chozas de Abajo
- Al N con Antimio de Arriba
- Al E con Antimio de Abajo

## Evolución demográfica
| 2000 | 2001 | 2002 | 2003 | 2004 | 2005 | 2006 | 2007 | 2008 | 2009 | 2010 | 2011 |
| 88   | 89   | 87   | 85   | 84   | 80   | 97   | 135  | 191  | 201  | 211  | 218  |

- Datos: Q5703343